# I Всемирный фестиваль молодёжи и студентов

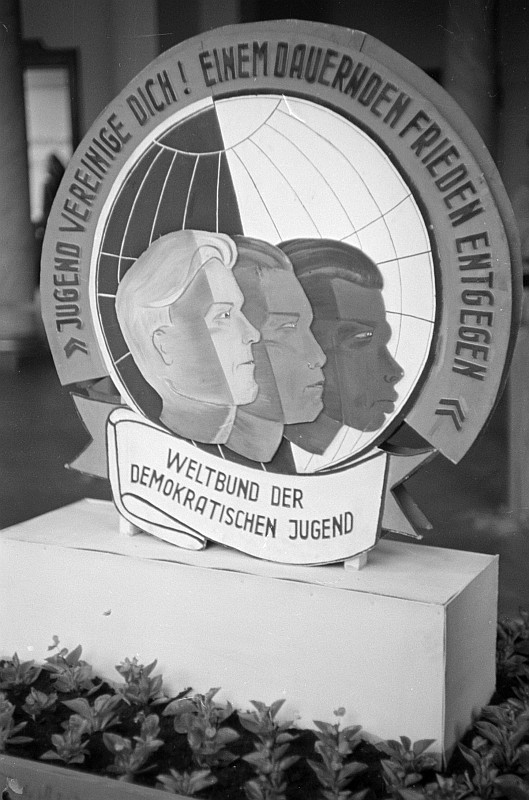

Первый Всемирный фестиваль молодёжи и студентов — фестиваль, проходивший с 25 июля по 16 августа 1947 года в Праге, столице Чехословакии.
Всемирная федерация демократической молодёжи (ВФДМ) решила отметить этим фестивалем память о событиях октября-ноября 1939 года, когда тысячи учащихся и студентов приняли участие в демонстрациях против оккупации страны войсками нацистской Германии, в результате чего были закрыты все высшие учебные заведения страны, 1850 студентов арестовано и 1200 из них впоследствии отправлены в концлагеря.
Фестиваль являлся также и данью памяти посёлкам Лидице и Лежаки, которые были стёрты с лица земли в 1942 году в отместку за покушение на губернатора Богемии и Моравии Гейдриха.
Официальное открытие фестиваля состоялось 25 июля 1947 года на Страговском стадионе в Праге. Флаг с эмблемой ВФДМ был поднят под звуки впервые исполненного Гимна демократической молодёжи.
Первый фестиваль, ставший и самым продолжительным в своей истории (почти шесть недель), собрал 17 000 участников из 71 страны.

В дни, когда холодная война только начиналась, девиз фестиваля «Молодёжь, объединяйся, вперёд к будущему миру!» возражал озвученной всего за несколько месяцев до этого американским президентом Гарри Трумэном одноимённой доктрине.
"У фестиваля нашлось много недоброжелателей, поспешивших осудить ВФМС и его цели. Они утверждали, что фестиваль служит лишь внешнеполитическим интересам Советского Союза. Но жизнь доказала неправоту этих деятелей, поскольку фестиваль, который со временем превратился в целое движение, принес всему человечеству четкое послание мира, дружбы и солидарности...
Исторический период фестивального движения берет свой отсчет с начальной точки холодной войны, сразу после победы народов мира над фашизмом. Тем не менее, несмотря на все события того периода, несмотря на усиление холодной войны и империалистической пропаганды, фестивальному движению всегда удавалось исповедовать идеи единства и дружбы молодежи всей планеты. По существу, проведение первого фестиваля в 1947 году служило целям укрепления международного антиимпериалистического молодежного движения..." 
(Николас ПАПАДИМИТРИУ. Президент Всемирной федерации демократической молодежи.)